# Данијел Милер
Данијел Милер (рођен 29. маја 1963) је швајцарски играч керлинга. Освајач је златне медаље на Зимским олимпијским играма 1998. у Нагану.